# Marcos Gomes
Pas d'image ? Cliquez ici
Marcos Gomes, né le 26 juillet 1984 à Ribeirão Preto au Brésil, est un pilote de course automobile brésilien. Il a remporté le championnat Stock Car en 2015 et le championnat Asian Le Mans Series en 2020.

## Carrière
En 2019, pour sa troisième participation au 24 Heures de Daytona au sein de l'écurie brésilienne Via Italia Racing, il qualifie sa Ferrari 488 GT3 en pole position de la catégorie GTD. Lors de cette édition où les conditions climatiques sont très difficiles, la voiture passe sous le drapeau à damier en 9e place de sa catégorie. Il retourne ensuite au Brésil afin de participer au championnat Stock Car en pilotant une Chevrolet au sein de l'écurie KTF Sports. En fin de saison, il a de nouveau l'opportunité de s'exprimer au volant d'une GT dans le championnat Asian Le Mans Series, la Ferrari 488 GT3, au sein de l'écurie taïwanaise HubAuto Corsa avec comme coéquipiers Morris Chen et Davide Rigon. Cette première expérience est couronnée de succès car il remporte les 4 Heures de Buriram et finit second aux 4 Heures du Bend et aux 4 Heures de Sepang. Ces performances permettent à l'écurie HubAuto Corsa de remporter le championnat et d'ainsi gagner une invitation automatique aux 24 Heures du Mans suivantes, et à Marcos Gomes de remporter, avec ses coéquipiers, le championnat pilotes dans la catégorie GT.
En 2020, toujours avec HubAuto Corsa, Marcos Gomes commence sa saison par une participation aux 12 Heures de Bathurst. Il retourne ensuite au Brésil afin de participer au championnat Stock Car en pilotant une Chevrolet Cruze au sein de l'écurie Cavaleiro Sports. À la suite de l'invitation remportée l'année précédente dans le championnat Asian Le Mans Series, il participe à ses premières 24 Heures du Mans au sein de l'écurie HubAuto Corsa. La voiture doit abandonner après 273 tours de course à cause d'un problème mécanique,,. Il participe également à deux manches du championnat European Le Mans Series au sein de l'écurie suisse Kessel Racing. Cette expérience lui permet de remporter les 4 Heures de Spa-Francorchamps.

## Palmarès

### Résultats aux24 heures du Mans
| Année | Écurie         | Copilotes                 | Voiture             | Classe   | Tours | Pos. | Class Pos. |
| ----- | -------------- | ------------------------- | ------------------- | -------- | ----- | ---- | ---------- |
| 2020  | HubAuto Racing | Morris Chen Tom Blomqvist | Ferrari 488 GTE Evo | LMGTE Am | 273   | Abd. | Abd.       |

### Résultats aux24 heures de Daytona
| Année | Écurie            | Copilotes                                         | Voiture                | Classe | Tours | Pos. | Class Pos. |
| ----- | ----------------- | ------------------------------------------------- | ---------------------- | ------ | ----- | ---- | ---------- |
| 2014  | Scuderia Corsa    | Francisco Longo Daniel Serra Alexandre Negrão     | Ferrari 458 Italia GT3 | GTD    | 649   | 29e  | 10e        |
| 2015  | Scuderia Corsa    | Francisco Longo Daniel Serra Andrea Bertolini     | Ferrari 458 Italia GT3 | GTD    | 545   | Abd. | Abd.       |
| 2019  | Via Italia Racing | Chico Longo Victor Franzoni (en) Andrea Bertolini | Ferrari 488 GT3        | GTD    | 560   | 25e  | 9e         |

### Résultats auxEuropean Le Mans Series
| Année | Ecurie        | Châssis             | Moteur                        | Classe | 1   | 2     | 3     | 4   | 5   | Position | Points |
| ----- | ------------- | ------------------- | ----------------------------- | ------ | --- | ----- | ----- | --- | --- | -------- | ------ |
| 2020  | Kessel Racing | Ferrari 488 GTE Evo | Ferrari F154CB 3.9 L V8 Turbo | LMGTE  | LEC | SPA 1 | LEC 4 | MON | POR | 8e       | 37     |

### Résultats auxAsian Le Mans Series
| Année     | Ecurie        | Châssis         | Moteur                        | Classe | 1     | 2     | 3     | 4     | Position | Points |
| --------- | ------------- | --------------- | ----------------------------- | ------ | ----- | ----- | ----- | ----- | -------- | ------ |
| 2019-2020 | HubAuto Corsa | Ferrari 488 GT3 | Ferrari F154CB 3.9 L V8 Turbo | GT     | SHA 6 | BEN 2 | SEP 2 | CHA 1 | 1re      | 71     |